# Mosella
De Mosella is een Duits passagiersschip.

## Geschiedenis
Het schip werd gebouwd in Köln-Deutz in 1927 en kreeg aanvankelijk de naam Vater Rhein. Zowel Schubert als Benja noemen de Sachsenberg-Werke werf als de bouwwerf, maar een andere bron vermeldt dat het schip werd gebouwd op de werf van Berninghaus in Köln. De twee werven werden twee jaar na de bouw van het schip samengevoegd, wat kan hebben geleid tot deze discrepantie in de informatie.
Volgens het Rijnschepenregister van 1930 was het schip in de beginperiode eigendom van de gebroeders Schneider in Bingen.
In 1962, 1964 en 1974 werd het schip verbouwd op de scheepswerf Gustavsburg en telkens verlengd.
Het is echter mogelijk dat het schip daarna nog een keer verlengd is, want volgens Günter Benja was het schip in 1975 nog 41,75 meter lang, maar in 2000 volgens Dieter Schubert 45 meter.
Volgens Benja's gegevens was de Vater Rhein in 1975 al 6,11 meter breed, had het een diepgang van 1,30 meter en werd het aangedreven door een 310 pk motor. Het schip, dat toebehoorde aan de Bingen-Rüdesheimer Fähr- und Schiffahrtsgesellschaft in Bingen, mocht destijds 450 passagiers vervoeren. Volgens Dieter Schubert had het schip, dat sinds 1990 voor Personenschifffahrt Gebr. Kolb sinds 1990, had in 2000 een vergunning voor 490 passagiers en was destijds uitgerust met twee motoren van 265 pk elk. Volgens de website van Kolb had het schip een vergunning voor het vervoer van 350 passagiers, maar in de verkoopbrochure staat een vergunning voor 250 passagiers. Dit cijfer staat ook in het Binnenschifferforum.

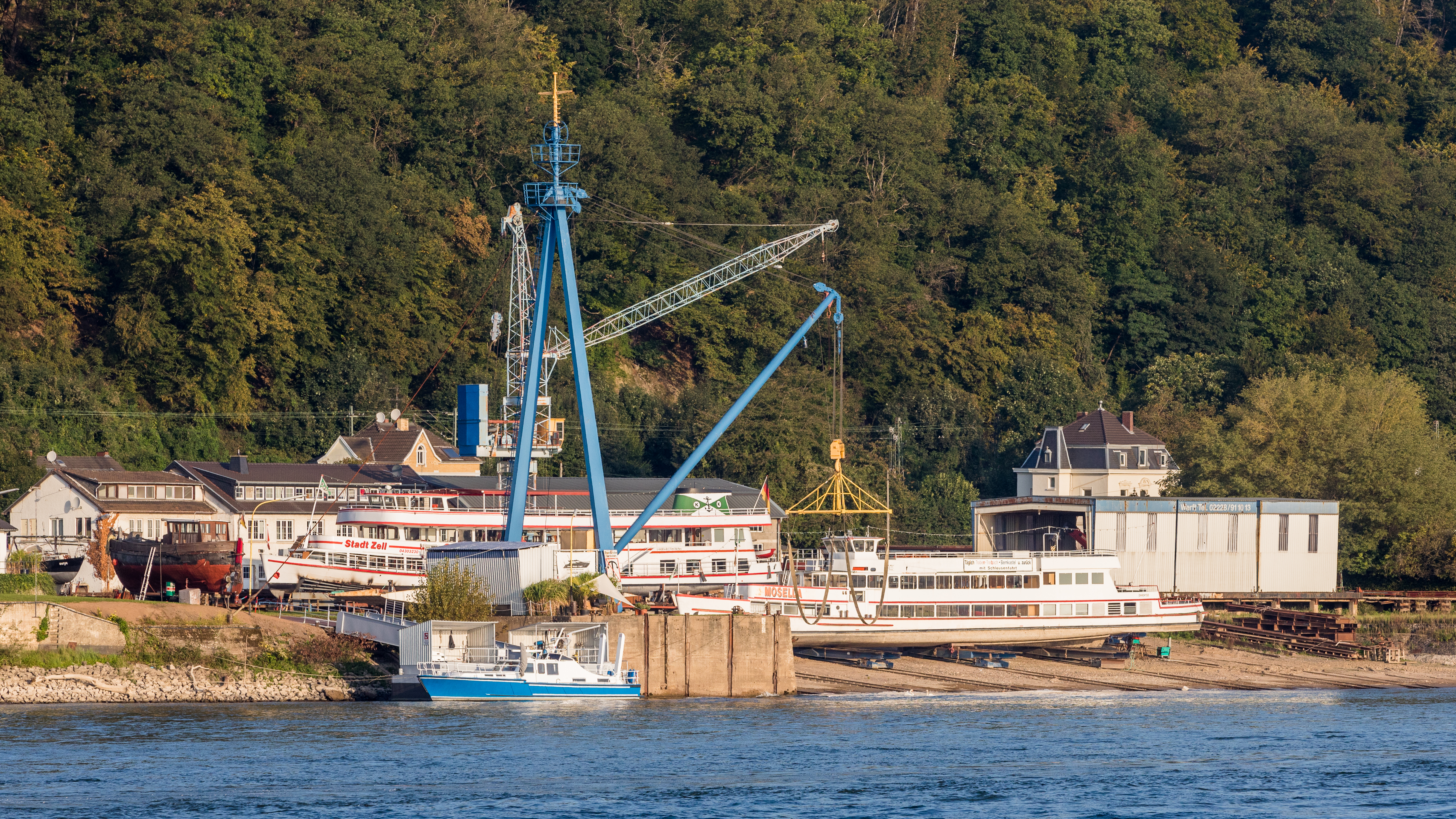
De Mosella en Stadt Zell in Oberwinter op de scheepswerf, september 2021

In de herfst van 2021 lagen de Mosella en de Stadt Zell afgemeerd bij de scheepswerf Ritzdorf Schiffs- und Industrietechnik in Oberwinter. Begin 2022 stonden een aantal schepen van de passagiersrederij Gebr. Kolb te koop, waaronder de Mosella. Ze zou 265.000 euro gaan kosten.
Nu 2024 zijn de schepen die Gebr. Kolb zouden gaan verkopen toch bij hun gebleven ze bewijzen hun diensten tussen Bernkastel en Kröv en tussen Cochem en Beilstein.